# ويللي بورسوس
ويللي بورسوس (بالفرنسية: Willy Borsus)‏ (و. 1962  م) هو سياسي، من بلجيكا.

## مناصب
تولى منصب Minister-President of Wallonia ‏ (منذ 28 يوليو 2017)، وعضو البرلمان والون.